# 庫里山 (基斯皮坎奇省)
13°50′9″S 71°31′7″W / 13.83583°S 71.51861°W
庫里山（Quri），是秘魯的山峰，位於該國南部庫斯科大區的基斯皮坎奇省，處於烏魯班巴河和其支流的匯流處，屬於安第斯山脈的一部分，海拔高度4,200米。